# Pillsburiaster annandalei
Pillsburiaster annandalei är en sjöstjärneart som först beskrevs av Jean Baptiste François René Koehler 1909.  Pillsburiaster annandalei ingår i släktet Pillsburiaster och familjen ledsjöstjärnor. Inga underarter finns listade i Catalogue of Life.